# Зелёный Город (Нижегородская область)
Зелёный го́род — курортный посёлок в городском округе Нижний Новгород. Административно подчинён Нижегородскому району города.

## География
Посёлок состоит из нескольких разрозненных частей, расположенных в лесном массиве в левобережье Кудьмы в 14-16 км к югу от центральной части Советского района Нижнего Новгорода и в 7-11 км к западу от Кстово, на территории Кстовского района.
В посёлке размещено большое число домов отдыха, санаториев, пансионатов, резиденции областного и городского руководства. Ведётся строительство индивидуальных жилых домов в посёлке Рассвет на южной окраине Зелёного города, у берега Кудьмы. В 2009 году открылась Нижегородская гимназия имени преподобного Сергия Радонежского.
Лесной массив ещё в XIII веке служил естественной границей между землями русских и мордвы. Охраняется государством как памятник природы. Большую роль в сохранении и воспроизводстве леса играет лесничество. Долгое время лесничество Зелёного города возглавлял заслуженный лесовод России — Спицын Павел Александрович.
Имеется источник минеральной воды «Горьковская».

### Фауна
В лесах Зелёного города встречаются клещи, инфицированные энцефалитом.

## Население
| 1989  | 2002  | 2009  | 2010  | 2012  | 2013  | 2014  |
| ----- | ----- | ----- | ----- | ----- | ----- | ----- |
| 4234  | ↘2437 | ↘1971 | ↗2716 | ↘2679 | ↘2619 | ↘2580 |
| 2015  | 2016  | 2017  | 2018  | 2019  | 2020  | 2021  |
| ↘2534 | ↘2469 | ↘2409 | ↘2322 | ↘2241 | ↘2190 | ↘2123 |
| 2023  |       |       |       |       |       |       |
| ↘2044 |       |       |       |       |       |       |

## Транспорт
Зелёный Город обслуживается железнодорожной станцией Ройка и автобусами из Нижнего Новгорода и Кстово.
Автобусы: 109, 204.

## Фотографии
- Новый посёлок Рассвет в Зелёном городе
- Один из частных домов в Зелёном городе (пос. Рассвет)